# Brain Droppings
Brain Droppings es un libro de 1997 escrito por el comediante George Carlin, Este fue el "primer libro real" y contiene material de sus comedias en Stand-up. libro contiene "bromas, nociones, dudas, opiniones, preguntas, pensamientos, creencias, aserciones, suposiciones y referencias inquietantes" y "comedia, sinsentido, sátira, burla, risa, sarcasmo, ridículo, , Y la enajenación tóxica ". Para los fanáticos de Carlin, el libro también contiene versiones completas de dos de sus más famosos monólogos, "Un lugar para mis cosas" y "Béisbol y Fútbol".
La edición de tapa dura estuvo en la lista de Bestseller del New York Times durante 18 semanas consecutivas. Al año siguiente, se publicó la edición en rústica. Permaneció en la lista de superventas del New York Times durante 20 semanas. Ambas ediciones fueron publicadas por Hyperion.
En enero de 2001, el libro había vendido más de 750.000 copias totales.
El escritor y comentarista de televisión Mike Barnicle supuestamente levantó material del libro, sin acreditación, y lo presentó como suyo. Negó haber leído el libro, pero las imágenes de Barnicle alabando el libro y diciendo "Hay un yuk en cada página" aparecieron. Barnicle fue suspendido por la acción.
En agosto de 1998, Hyperion publicó un calendario de 1999 que contenía burlas y citas del libro.
En mayo de 2000, el libro fue publicado como un audiolibro por HighBridge, tanto en CD como en formatos de cinta de casete. El audiolibro recibió un premio Grammy, el tercero de carlin en febrero de 2001
- Datos: Q4955757